# Aleuria
Aleuria Fuckel (dzieżka) – rodzaj grzybów należący do rodziny Pyronemataceae.

## Systematyka i nazewnictwo
Pozycja w klasyfikacji według Index Fungorum: Pyronemataceae, Pezizales, Pezizomycetidae, Pezizomycetes, Pezizomycotina, Ascomycota, Fungi.
Synonimy nazwy naukowej: Peziza Fuckel, Peziza subgen. Aleuria (Fuckel) Quél.
Nazwy polskie według M.A. Chmiel.

## Gatunki występujące w Polsce
- Aleuria aurantia (Pers.) Fuckel 1870 – dzieżka pomarańczowa
- Aleuria boudieri (Höhn.) J. Moravec 1995
- Aleuria carbonicola (J. Moravec) J. Moravec 199
- Aleuria splendens (Quél.) Gillet 1886

Nazwy naukowe na podstawie Index Fungorum. Wykaz gatunków i nazwy polskie według M.A. Chmiel i innych..